# Evropská plavecká liga
Evropská plavecká liga LEN (Ligue Européenne de Natation) je organizace, která sdružuje plavecké svazy států Evropy a pouze ona má právo pořádat a řídit evropské plavecké soutěže (je součástí Mezinárodní plavecké federace – FINA). První mezinárodní plavecká federace (Fédération Internationale de Natation Amateur) byla ustavena roku 1908 a stala se základem pro vytvoření jednotných pravidel plaveckých soutěží. Evropská plavecká liga (Ligue Europeienne de Natation) pak vznikla roku 1927 ve městě Bologna. Nyní má sídlo ve městě Lucemburk. Dnes už jen málokdo ví, že jejím prezidentem (předsedou) se stal občan tehdejší Československé republiky (České republiky), pan Ing. Ladislav Hauptman z Prahy. Prezidentem Evropské plavecké ligy (Ligue Europeienne de Natation) byl Ing. Ladislav Hauptmann od roku 1948 do roku 1950.

## Prezidenti LEN
| Periodo   | Presidente           |
| --------- | -------------------- |
| 1926→1930 | Erik Bergvall        |
| 1930→1934 | Walter Binner        |
| 1934→1938 | Harlod Fern          |
| 1938→1947 | Émile-Georges Drigny |
| 1948→1950 | Ladislav Hauptmann   |
| 1950→1954 | René de Raeve        |
| 1954→1958 | Jan de Vries         |
| 1958→1962 | Béla Rajki           |
| 1962→1970 | Jan de Vries         |
| 1970→1982 | Bertil Sallfors      |
| 1982→1986 | Ante Lambaša         |
| 1986→1990 | Klaas van de Pol     |
| 1990→2008 | Bartolo Consolo      |
| 2008→2012 | Nory Kruchten        |
| 2012→2022 | Paolo Barelli        |
| 2022→     | António José Silva   |

## Soutěže pořádané LEN
- Mistrovství Evropy v plavání
- Mistrovství Evropy v plavání v krátkém bazénu
- Mistrovství Evropy v dálkovém plavání
- Mistrovství Evropy ve vodním pólu
- Mistrovství Evropy juniorů v plavání

## Členské státy
- – Albanian Swimming Federation
- – Federació Andorrana de Natació
- – Association of Water Kind of Sports of the Republic of Armenia
- – Österreichischer Schwimmverband (OSV)
- – Azerbaijan Swimming Federation
- – Swimming Federation of Belarus
- – Fédération Royale Belge de Natation
- – Swimming Federation of Bosnia and Herzegovina
- – Bulgarian Swimming Federation / Българска федерация по плувни спортове
- – Hrvatski plivački savez
- – Cyprus Amateur Swimming Association
- – Český svaz plaveckých sportů
- – Dansk Svømmeunion
- – Estonian Swimming Federation / Eesti Ujumisliit
- – Svimjisamband Føroya
- – Suomen Uimaliitto
- – Fédération Française de Natation
- – Georgian Aquatic Sports National Federation
- – Deutscher Schwimm-Verband (DSV)
- – Amateur Swimming Association of Gibraltar
- Great Britain – British Swimming
- – Hellenic Swimming Federation / ΚΟΛΥΜΒΗΤΙΚΗ ΟΜΟΣΠΟΝΔΙΑ ΕΛΛΑΔΑΣ (KOE)
- – Magyar Úszó Szövetség (MÚSZ)
- – Icelandic Swimming Association
- – Swim Ireland
- – Israel Swimming Association
- – Federazione Italiana Nuoto (FIN)
- – Latvijas Peldesanas Federacija
- – Liechtenstein Swimming Association
- – Lithuanian Swimming Federation / Lietuvos plaukimo federacija (LPF)
- – Federation Luxembourgeoise de Natation et de Sauvetage
- – Swimming Federation of Republic of Macedonia
- – Aquatic Sports Association of Malta
- – Water Kind of Sports Federation of the Republic of Moldova
- – Federation Monegasque de Natation
- – Water Polo and Swimming Federation of Montenegro
- – Koninklijke Nederlandse Zwembond (KNZB)
- – Norges Svømmeforbund
- – Polski Związek Pływacki
- – Federaçáo Portuguesa de Nataçáo
- – Federatia Romana de Natatie si Pentatlon Modern
- – All Russian Swimming Federation
- – San Marino Swimming Federation
- – Plivački Savez Srbije
- – Slovenská Plavecká Federácia
- – Plavalna Zveza Slovenije
- – Real Federación Española de Natación
- – Svenska Simförbundet
- – Schweizerischer Schwimmverband (SSCHV)
- – Turkish Swimming Federation / Türkiye Yüzme Federasyonu
- – Ukrainian Swimming Federation / Федерація плавання України